# لي يي-وو
لي يي-وو (هانغل: 이이우) هو لاعب كرة قدم كوري جنوبي، ولد في 18 فبراير 1941.

## وصلات خارجية
- لي يي-وو على موقع الاتحاد الدولي (مؤرشف)  (الإنجليزية)
- لي يي-وو على موقع أوليمبيديا (الإنجليزية)